# Kodima
Kodima ist eine Zeitschrift in wepsischer Sprache, die seit 1993 in Petrosawodsk in Karelien herausgegeben wird. Sie ist das wichtigste Sprachrohr der Wepsen, wenn auch einzelne Artikel in ihr auf Russisch erscheinen. Die Zeitschrift wurde gegründet von Nikolai Abramov, einem der bedeutendsten wepsischen Schriftsteller. Neben Abramov sind Nina Zaiceva, Marina Ginijatullina und Nikolai Fomin für die Kodima als Redakteure tätig. Wörtlich übersetzt bedeutet der Titel der Zeitschrift "Heimatland". Die Auflage der jeweils vier bis acht Seiten umfassenden Zeitschrift, die im Format A3 erscheint, beträgt 1 000 Exemplare.

## Weblink
- Link zur Zeitschrift Kodima, wepsisch und russisch